# Кота (Індія)
Кота (гінді कोटा) — місто на південному сході індійського штату Раджастхан. Адміністративний центр однойменного округу. Третє за чисельністю населення міста Раджастахана (після Джайпура і Джодхпура) і 47-е місто Індії з населенням 1 001 365 жителів (перепис 2011 року). Кота розташована за 240 км на південь від столиці штату — Джайпура на березі річки Чамбал.

## Географія
Кота розташована у південній частині Раджастхану. Середня висота над рівнем моря — 271 метр. Кота знаходиться в центрі південно-східного регіону Раджастахана, відомого під назвою Хадоті. Місто розташоване на східному березі річки Чамбал на високій похилій рівнині, що є частиною плоскогір'я Малва. З південного сходу на північний захід місто перетинають пагорби Мокандарра.

### Клімат
Клімат Коти — тропічний напівпустельний (згідно класифікації кліматів Кеппена BSh) з високими температурами протягом усього року. Літо довге, спекотне і посушливе, починається в кінці березня і триває до кінця червня. Для сезону мусонів характерні більш низькі температури при значно більш високій вологості та затяжних проливних дощах. Після закінчення сезону мусонів, у жовтні, температура починає знову зростати. Коротка м'яка зима починається наприкінці листопада і триває до кінця лютого. Середні температури зими — 26,7 ° C (середній максимум) — 12 ° C (середній мінімум).
Середньорічна норма опадів — 761 мм. Більшу частину опадів приносять південно-західні мусони.
| Клімат                  | Клімат | Клімат | Клімат | Клімат | Клімат | Клімат | Клімат | Клімат | Клімат | Клімат | Клімат | Клімат | Клімат |
| Показник                | Січ.   | Лют.   | Бер.   | Квіт.  | Трав.  | Черв.  | Лип.   | Серп.  | Вер.   | Жовт.  | Лист.  | Груд.  | Рік    |
| Абсолютний максимум, °C | 33     | 37     | 42     | 46     | 48     | 47     | 46     | 41     | 40     | 41     | 37     | 33     | 48     |
| Середній максимум, °C   | 23,7   | 26,9   | 32,9   | 38,8   | 42,1   | 40     | 34,2   | 32     | 33,7   | 34,3   | 29,9   | 25,3   | 32,8   |
| Середня температура, °C | 17,3   | 20,3   | 26     | 31,9   | 35,7   | 34,6   | 30,4   | 28,7   | 29,4   | 28,1   | 23,1   | 18,6   | 27     |
| Середній мінімум, °C    | 10,9   | 13,7   | 19,1   | 25     | 29,3   | 29,2   | 26,5   | 25,4   | 25     | 21,8   | 16,3   | 11,9   | 21,2   |
| Абсолютний мінімум, °C  | 1      | 1      | 8      | 14     | 18     | 20     | 20     | 18     | 18     | 12     | 7      | 2      | 1      |
| Норма опадів, мм        | 5.4    | 4.4    | 4      | 3.2    | 10.3   | 62.9   | 257    | 245.8  | 98.5   | 19.6   | 7.8    | 3.5    | 722.4  |
| Днів з дощем            | 0      | 0      | 0      | 0      | 1      | 4      | 12     | 12     | 6      | 1      | 0      | 0      | 42     |
| Вологість повітря, %    | 53     | 42     | 33     | 24     | 24     | 44     | 72     | 78     | 76     | 55     | 50     | 57     | 51     |
| ----------------------- | ------ | ------ | ------ | ------ | ------ | ------ | ------ | ------ | ------ | ------ | ------ | ------ | ------ |
| Джерело: Weatherbase    |        |        |        |        |        |        |        |        |        |        |        |        |        |

## Історія
Кота розташована в історичній області Хадоті. Місто було обнесено стінами у XIV столітті, а у 1625 році стала центром раджпутського князівства. Після розпаду імперії Великих Моголів місцеві раджі зуміли відстояти незалежність у кровопролитних війнах з володарями Джайпура.
1818 року англійці переконали раджу укласти з ними субсидіарний договір про військову і політичну допомогу. Після цього князівство Кота втратило політичну самостійність і стало підпорядковуватись Раджпутану.

## Населення
| Релігія у Коті                              | Релігія у Коті | Релігія у Коті | Релігія у Коті | Релігія у Коті |
| ------------------------------------------- | -------------- | -------------- | -------------- | -------------- |
|                                             |                |                |                |                |
| індуїзм                                     | індуїзм        |                | 77%            | 77%            |
| іслам                                       | іслам          |                | 18%            | 18%            |
| джайнізм                                    | джайнізм       |                | 3.7%           | 3.7%           |
| християнство                                | християнство   |                | 0.4%           | 0.4%           |
| інші♦                                       | інші♦          |                | 0.9%           | 0.9%           |
| Відсоток віруючих ♦Включає сикхізм (0.2 %). |                |                |                |                |

Зміна чисельності населення Коти
Згідно з даними перепису населення Індії 2011 року населення Коти склало 1 001 365 осіб, з них 529 795 чоловіків і 471 570 жінок. Співвідношення статей 906 жінок на 1000 чоловіків і 12,74 % населення міста — діти молодше 6 років. Рівень грамотності 83,65 % (серед чоловіків — 90,56 %, серед жінок 75,90 %)

## Економіка і транспорт
Кота — важливий центр торгівлі регіону. Промисловість включає текстильну галузь, виробництво металевих виробів і молочних продуктів, полірування каменю та ін. Через округ Кота проходять національні шосе № 12 (Джайпур — Джабалпур) і № 76. Найближчий діючий аеропорт знаходиться в Джайпурі. У Кота є і свій власний аеропорт, проте він не приймає регулярні рейси з 1997 року.